# Пошук найближчого сусіда
Задача пошуку найближчого сусіда є задачею оптимізації, яка полягає у відшуканні у множині елементів, розташованих у багатовимірному метричному просторі, елементів, близьких до заданого, відповідно до заданої функції близькості. Формально ця задача ставиться наступним чином: надано множину точок S у просторі M та точку q ∈ M, необхідно знайти найближчу до q точку в S. Дональд Кнут в Мистецтві програмування (том 3, 1973) назвав це проблемою поштового відділення, посилаючись на застосування цієї задачі до пошуку найближчого поштового відділення. Прямим узагальненням задачі пошуку найближчого сусіда є  алгоритм пошуку k-NN, який призначений для пошуку k найближчих точок.
Найчастіше M є метричним простором і запроваджується функція близькості, що визначається як метрика, яка є симетричною і задовольняє нерівності трикутника. Ще загальніше, M — це d-вимірний векторний простір, в якому близькість береться як Евклідова метрика, вулична метрика або інші метрики. Однак функція близькості може бути довільною. Одним з прикладів може бути метрика Брегмана, для якої нерівність трикутника не виконується.

## Застосування
Задача пошуку найближчого сусіда зустрічається у багатьох областях, наприклад:
- розпізнавання образів;
- класифікація документів;
- рекомендаційні і експертні системи;
- динамічне розміщення реклами в Інтернеті.

## Моделі даних
Перед вирішенням прикладної задачі необхідно обрати форму подання об'єктів і функцію близькості. У більшості випадків об'єкти подаються у вигляді багатовимірних векторів, а як функція близькості використовується скалярний добуток векторів, але можуть бути й інші форми подання даних, наприклад:
- множини — розмір перетину множин;
- рядки — відстань Левенштейна;
- граф — відповідність структур.

## Споріднені задачі
Існують численні варіанти задачі пошуку найближчих сусідів. 
Окрім класичної задачі знаходження найближчої до заданої точки, можуть бути поставлені задачі:
- знайти близьких сусідів (не обов'язково найближчого);
- знайти найближчого сусіда для групи елементів;
- знайти кількох найближчих сусідів;
- знайти усі пари елементів, відстань між якими менша за деяку задану;
- знайти найближчих сусідів у середі, що динамічно змінюється.

Одним з найбільш відомих варіантів є k-NN пошук.

### Алгоритмk-NN
Алгоритм k-NN — це алгоритм автоматичної класифікації об'єктів. Він визначає k сусідів, найближчих до заданої точки (об'єкту). Цей метод широко використовується у прогностичній аналітиці для оцінки або класифікації точки на основі узгодженості її сусідів. k-NN граф є графом, в якому кожна точка з'єднана з її k найближчими сусідами.

## Алгоритми
Було запропоновано багато алгоритмів вирішення задачі пошуку найближчого сусіда. Якість та корисність алгоритмів визначається часовою складністю запитів, а також складністю усіх структур пошуку інформації, що мають підтримуватися. Не існує загального вирішення задачі у багатовимірному Евклідовому просторі, яке б використовувало поліноміальний час попередньої обробки та полілогаріфмічній час пошуку даних. 

#### Послідовний пошук
Найпростішим способом розв'язання задачі, є обчислення відстані від заданої точки до кожної іншої точки в наборі даних, постійно відстежуючи найкращий результат на даний момент. Цей алгоритм називають прямими методом, і його складність виконання становить O(dN), де N — це потужність множини точок S, а d — це розмірність простору M. Для реалізації не потрібні ніякі додаткові структуру для пошуку даних, тому лінійний пошук не потребує додаткового простору даних крім початкового набору даних.

### Розбиття простору
- Діаграма Вороного;
- KD-дерева;
- BSP-дерева;
- Дерева покриттів[ru];
- VP-дерево[en];
- R-дерево.

### Зворотній індекс
- Метод рідкісних точок.

### Інші
- Хешування;
- Алгоритм Клейнберга[ru].